# Юліян Нейчев
Нейчев Юліян Нейчев (болг. Нейчев Юлиян Нейчев, нар. 27 серпня 1970, Варна) — болгарський футболіст, нападник.

## Кар'єра гравця
Юліян Нейчев народився 27 серпня 1970 року у місті Варна. У 1987 році розпочав дорослу футбольну кар'єру у першоліговому клубі «Черно море», кольори якого захищав до 1991 року. З 1991 по 1994 роки виступав у складі іншого першолігового болгарського клубу, «Автотрейд» (Аксаково). У 1994 році повернувся до «Черно море», кольори якого захищав до 1998 року. Того ж року на короткий період перейшов до «Локомотива», який виступав у вищому дивізіоні болгарського чемпіонату. У 1999 році знову повернувся до клубу «Черно море», кольори якого захищав до 2000 року.
У 2001 році Юліян переїхдить в Україну та підписує контракт з тернопільською «Нивою», яка на той час виступала у вищій лізі чемпіонату України. За тернопільську команду дебютував 11 березня 2001 року у програному (1:3) виїзному поєдинку 14-го туру вищої ліги чемпіонату України проти київського ЦСКА. Юліян вийшов на поле у стартовому складі, але на 53-ій хвилині був замінений на Сергія Хоменка. Першим та єдиним голом у футболці «Ниви» відзначився 5 травня 2001 року на 19-ій хвилині програного (1:5) виїзного поєдинку 21-го туру вищої ліги чемпіонату України проти запорізького «Металурга». Юліян вийшов на поле у стартовому складі та відіграв увесь поєдинок. Загалом у футболці тернопільської команди провів 6 матчів та відзначився 1 голом.
Того ж 2001 року повернувся до Болгарії, де підписав контракт з представником першої ліги місцевого чемпіонату, «Светкавиця» (Тирговиште). З 2002 по 2004 роки виступав у складі першолігових «Девні» та «Белославі», у футболці останнього й завершив професіональну кар'єру у 2004 році.

## Тренерська кар'єра
Після завершення кар'єри гравця працював тренером у болгарських клубах МАГ (Варна) та мололодіжній академії «Черно море».